# استونی کریک میلز (پنسیلوانیا)
استونی کریک میلز (به انگلیسی: Stony Creek Mills) یک منطقهٔ مسکونی در ایالات متحده آمریکا است که در شهرستان برکس، پنسیلوانیا واقع شده‌است. استونی کریک میلز ۱٬۰۴۵ نفر جمعیت دارد و ۱۲۴٫۹۷ متر بالاتر از سطح دریا واقع شده‌است.